# Hypercompe hambletoni
Hypercompe hambletoni là một loài bướm đêm thuộc phân họ Arctiinae, họ Erebidae.